# Gilead (Bijbelse plaats)

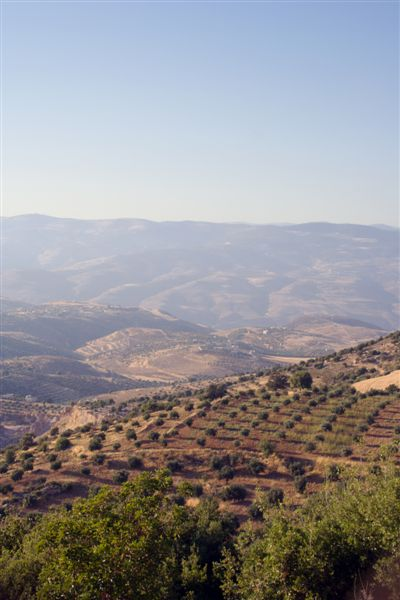
De heuvels van Gilead

Gilead (Hebreeuws: גִּלְעָד) was een stad en een streek in de Hebreeuwse Bijbel. Gilead lag vanuit Israël gezien aan de overzijde van de Jordaan. De rechters Jaïr en Jefta woonden in deze stad. De stad en het omliggende gebied waren bekend om haar geneeskrachtige kruiden.